# Поливанова, Анна Константиновна
А́нна Константи́новна Полива́нова (род. 4 апреля 1945, Москва) — советский и российский лингвист.

## Биография
Внучка философа Г. Г. Шпета, дочь электротехника К. М. Поливанова и сестра физика М. К. Поливанова, двоюродная сестра балерины Е. С. Максимовой, тётя российского филолога К. М. Поливанова.
В 1962 г. поступила в Московский государственный университет на Отделение структурной и прикладной лингвистики (ОСиПЛ) филологического факультета.
С 1965 по 1982 г. ежегодно принимала активное участие в работе Задачной комиссии лингвистических олимпиад для школьников, под руководством проф. А. Д. Вентцеля стала профессиональным специалистом по составлению, редактированию и проверке лингвистических задач.
В 1967 г. защитила диплом о морфонологии русского словообразования и окончила университет. В том же году поступила в аспирантуру МГУ, где под руководством проф. А. А. Зализняка продолжила занятия русской словообразовательной морфонологией, и одновременно начала преподавать студентам ОСиПЛ курс лекций «Математические методы в лингвистике» (см. Математическая лингвистика). Окончила аспирантуру в 1970 г. В 1976 г. защитила кандидатскую диссертацию «Морфонология русского субстантивного основообразования», где был обоснован оригинальный порождающий подход к описанию правильных морфологических структур русского языка.
С конца 1960-хх г. до 1982 г. по приглашению руководителя ОСиПЛ проф. В. А. Звегинцева она ежегодно преподавала многочисленные курсы студентам ОСиПЛ. С 1970 г. по 1990-е годы преподаёт старославянский язык на ОСиПЛ/ОТиПЛ МГУ, а с 1991 г. по 2000 — также на ФТиПЛ РГГУ, а после 2000 г. — в Институте лингвистики РГГУ. С 1970 до 1982 г. она преподала студентам учебные курсы по разным дисциплинам — не только по лингвистике («Основы структурной лингвистики. Морфология», «Современный русский язык. Морфология»), но и по математике («Введение в математику»). С 1974 г. она ведёт также занятия по курсу «Основы структурной лингвистики. Фонетика и фонология», практикумы по исторической грамматике русского языка, а также спецкурсы по разнообразным темам, включая лексикографию, структурную типологию славянских языков и многое другое.

## Научная деятельность
Сфера научных занятий включает в себя уточнение понятия «чистовидовых приставок», конкретные лексикографические описания русских приставочных глаголов, семантику русских грамматических категорий (число существительного, вид глагола), смысловую связность текста, старославянскую морфонологию, обобщённую постановку вопросов о методах семантического описания, о сущности грамматических единиц и правил, об определении предмета и базисных задач фонологии и морфонологии, морфологии и синтаксиса, малоизученные вопросы, находящиеся на грани лингвистики и логики (такие, как роль категории истинности-ложности в лингвистическом познании).
Одной из первых публикаций А.К.Поливановой (1967) стал "Указатель слов" к книге её учителя А.А.Зализняка "Русское именное словоизменение" (1967) (стр. 327-362); ссылку см. https://archive.org/stream/1967_20230127/Зализняк%20А.А.%20-%20Русское%20именное%20словоизменение%20%281967%29_djvu.txt ; фактическое авторство Указателя было эксплицитно сообщено титульным автором самой книги во введении к ней (стр. 16). Новаторский характер этого "Указателя" (вполне созвучный новаторскому характеру самой книги Зализняка) проявился, в частности, в том, что (1) это был фактически первый опубликованный в СССР обратный словарь русского языка; (2) это был фактически первый в мире (и тем самым - первым в СССР) указатель слов (разновидность предметного указателя в широком смысле), упорядоченный по инверсионному принципу; и тем самым - первый в мире (и тем самым - первым в СССР) предметный указатель (в широком смысле), упорядоченный по инверсионному принципу.
С 1987 г. А. К. Поливанова по приглашению проф. А. Е. Кибрика вновь принимает участие в возрождении традиций ОСиПЛ в рамках деятельности воссозданного Отделения (в последние годы возрождённого под именем ОТиПЛ — Отделения теоретической и прикладной лингвистики).
В 1991 году стала доцентом этой кафедры славянских языков факультета теоретической и прикладной лингвистики (ФТиПЛ) Российского государственного гуманитарного университета (РГГУ). Она составила учебные программы и взяла на себя преподавание фундаментальных славистических и русистских дисциплин — «Старославянский язык», «Введение в сравнительно-историческую грамматику славянских языков (Часть 1. Сегментная грамматика. Часть 2. Акцентная грамматика)», «Повторительный курс русской грамматики». Эта деятельность продлилась вплоть до реорганизации (закрытии) ФТиПЛ в 2000 г. и создания на его месте Института лингвистики РГГУ.
В настоящее время Анна Константиновна продолжает свою педагогическую деятельность в качестве преподавателя старославянского языка — в Институте лингвистики РГГУ, созданном в 2000 г.

## Работы
- А. К. Поливанова. Общее и русское языкознание. Избранные работы. М., РГГУ, 2008.
- А. К. Поливанова. Старославянский язык. Грамматика. Словари. — М.: Русский Фонд Содействия Образованию и Науке, 2013. — 780 с.
- А. К. Поливанова. Логические основы грамматики: от фонологии до семантики. — М.: Изд. дом Высшей школы экономики, 2022. — 264 с.